# Eucera rosae
Eucera rosae är en biart som först beskrevs av Robertson 1900. Den ingår i släktet långhornsbin och familjen långtungebin. Inga underarter finns listade i Catalogue of Life.

## Beskrivning
Eucera rosae har svart grundfärg med gula spetsar på tarserna, rökfärgade vingar med tegelfärgade till mörkbruna ribbor och riklig, brungul behåring på huvud, mellankropp, ben och första tergiten på bakkroppen. Resten av bakkroppens behåring är däremot övervägande kort och svart. Hanen har labrum och clypeus helt gula. Honan blir 13 till 15 mm lång, hanen 10,5 till 13,5 mm.

## Utbredning
Arten förekommer i östra USA från Missouri till Ohio i norr, Virginia till Florida i öster.

## Ekologi
Eucera rosae är polylektisk, den flyger till blommande växter från många olika familjer (släktena inom parentes): Ljungväxter (odonsläktet), ebenholtsväxter (Diospyros), havtornsväxter (silverbusksläktet), grobladsväxter (sporrar och penstemoner), ärtväxter (sötväpplingssläktet och klöversläktet), rosväxter (hallonsläktet och rossläktet), kransblommiga växter (syskesläktet, Blephilia, Monarda), oleanderväxter (sidenörtssläktet), kornellväxter (kornellsläktet), akantusväxter (jakobiniasläktet), näveväxter (nävesläktet), måreväxter (Houstonia), strävbladiga växter (indiankålssläktet) samt irisväxter (irissläktet). Flygperioden är från april till juni.
Boet grävs ut i marken. Arten är subsocial, det vill säga en del av de nykläckta honorna stannar kvar i boet och hjälper modern att ta hand om avkomman.